# Rödbandad fältmätare
Rödbandad fältmätare (Catarhoe rubidata) är en fjärilsart som beskrevs av Ignaz Schiffermüller 1775. Rödbandad fältmätare ingår i släktet Catarhoe och familjen mätare. Arten förekommer på Gotland och Götaland. Arten har tidigare förekommit på Öland och Svealand men är numera lokalt utdöd. Artens livsmiljö är jordbrukslandskap. Inga underarter finns listade.

## Bildgalleri

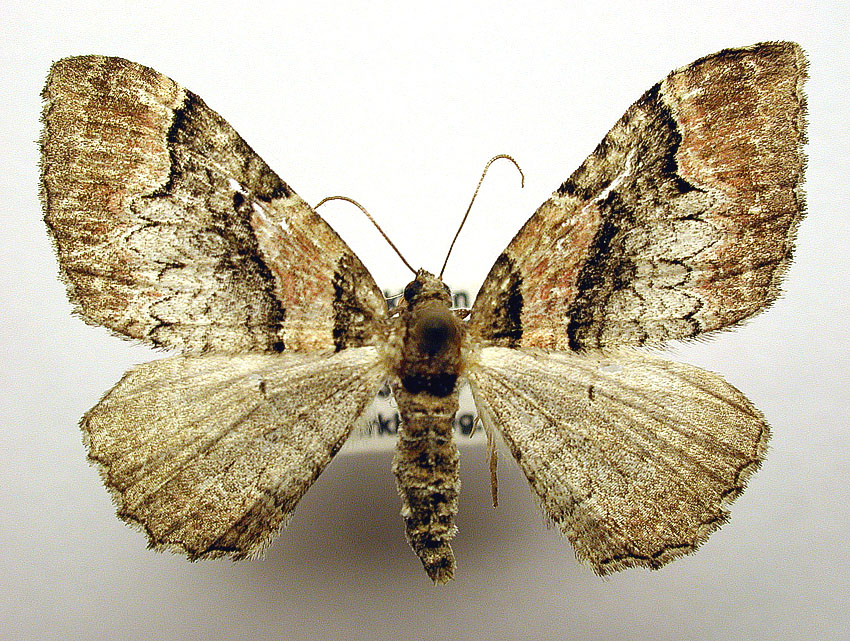
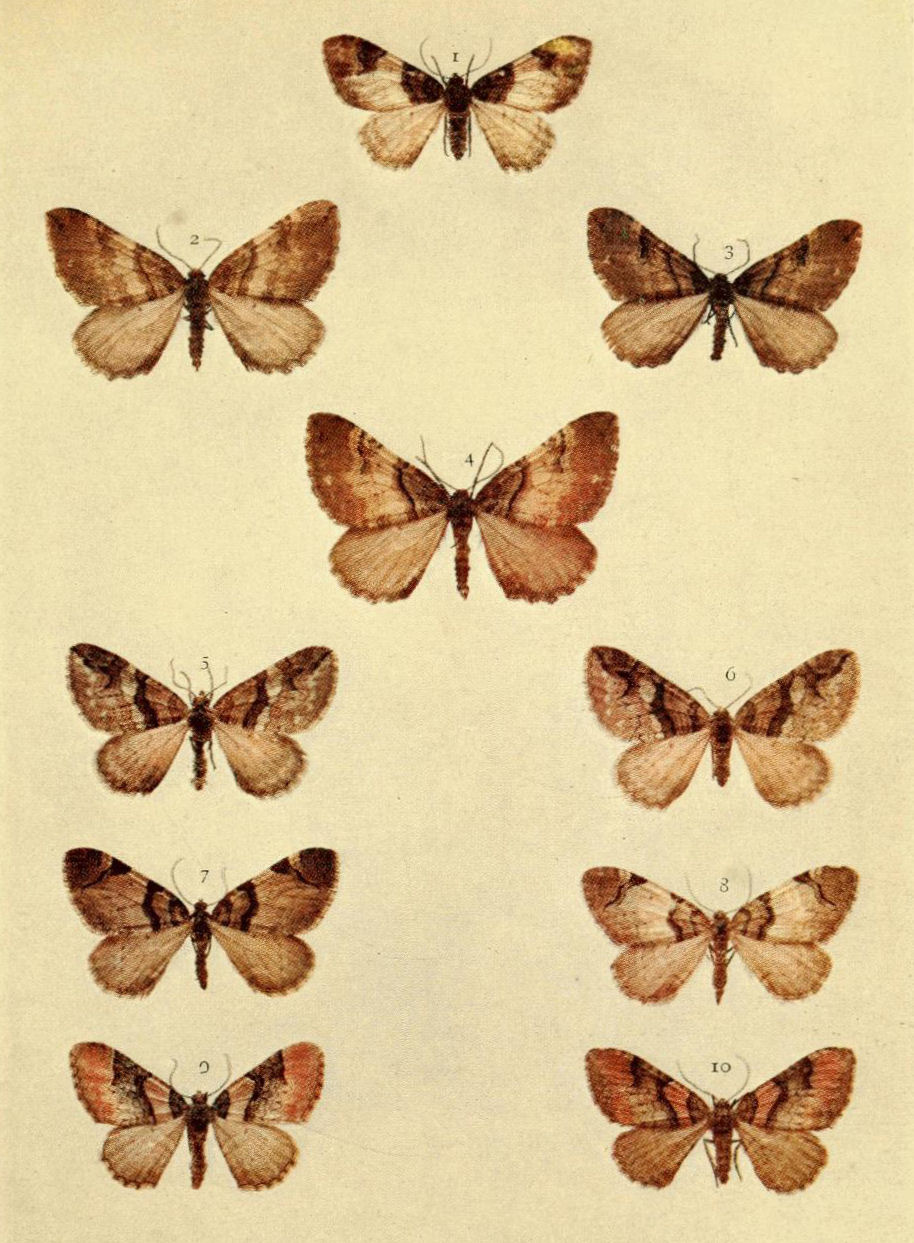